# Oplorhiza gracilis
Oplorhiza gracilis är en nässeldjursart som först beskrevs av Eberhard Stechow 1921.  Oplorhiza gracilis ingår i släktet Oplorhiza och familjen Campanulinidae. Inga underarter finns listade i Catalogue of Life.